# 1927 w filmie
Wydarzenia filmowe w 1927 roku.

## Wydarzenia
- 18 maja – otwarcie Grauman’s Chinese Theatre w Hollywood, działalność zainaugurowała premiera filmu Król Królów Cecila B. DeMille'a.
- 6 października – premiera pierwszego kinowego filmu dźwiękowego -  Śpiewak jazzbandu Alana Croslanda ze śpiewającym Alem Jolsonem.
- 4 listopada – premiera Chaty wuja Toma Harry’ego Pollarda z Jamesem Lowe, pierwszego filmu z czarnym aktorem w roli głównej.

## Premiery

### Filmy polskie
- 1 stycznia – Orlę
- 5 lutego – Uśmiechy życia
- 17 marca – Bunt krwi i żelaza – reż. Leon Trystan
- 17 marca – Kochanka Szamoty – reż. Leon Trystan
- 23 marca – Dzwony wieczorne
- 6 maja – Uśmiech losu
- 13 października – Zew morza
- 29 października – Martwy węzeł
- 10 listopada – Ziemia obiecana
- 16 grudnia – Mogiła nieznanego żołnierza
- Maraton polski
- Rygraf

### Filmy zagraniczne
- Metropolis – reż. Fritz Lang
- Berlin, symfonia wielkiego miasta (dokument) – reż. Walther Ruttmann
- 17 stycznia: Lokator – reż. Alfred Hitchcock
- 23 maja: Orzeł z gór – reż. Alfred Hitchcock
- 23 maja: Na równi pochyłej – reż. Alfred Hitchcock
- 16 listopada: Prawa miłości (Gesetze der Liebe), reż. Magnus Hirschfeld i Richard Oswald

## Nagrody filmowe
- Oskary
  - Nagrody za rok 1927 wręczane w 1928

## Urodzili się
- 1 stycznia – Juliusz Łuciuk, polski kompozytor (zm. 2020)
- 2 stycznia – Andrzej Borecki, polski scenograf (zm. 2011)
- 17 stycznia – Eartha Kitt, aktorka, piosenkarka (zm. 2008)
- 28 stycznia – Hiroshi Teshigahara, japoński reżyser (zm. 2001)
- 20 lutego – Sidney Poitier, amerykański aktor (zm. 2022)
- 1 marca – Claude Gensac, francuska aktorka (zm. 2016)
- 6 marca – William Joseph Bell, amerykański scenarzysta (zm. 2005)
- 1 maja – Laura Betti, włoska aktorka (zm. 2004)
- 13 maja – Herbert Ross, amerykański reżyser (zm. 2001)
- 8 czerwca – Jerry Stiller, amerykański aktor (zm. 2020)
- 17 czerwca – Lucio Fulci, włoski aktor, reżyser, scenarzysta i producent filmowy (zm. 1996)
- 23 czerwca:
  - Bob Fosse, amerykański reżyser i aktor (zm. 1987)
  - Cezary Julski, polski aktor (zm. 1997)
- 4 lipca – Gina Lollobrigida, włoska aktorka (zm. 2023)
- 6 lipca – Janet Leigh, amerykańska aktorka (zm. 2004)
- 9 lipca – Zdzisław Maklakiewicz, polski aktor (zm. 1977)
- 18 lipca – Tadeusz Łomnicki, polski aktor (zm. 1992)
- 9 sierpnia – Robert Shaw, brytyjski aktor (zm. 1978)
- 16 września – Peter Falk, amerykański aktor (zm. 2011)
- 20 września – Rachel Roberts, walijska aktorka (zm. 1980)
- 23 września – Edward Sturlis, polski reżyser filmów animowanych (zm. 1980)
- 10 listopada – Edmund Fetting, polski aktor (zm. 2001)
- 14 października – Roger Moore, brytyjski aktor (zm. 2017)
- 18 października – George C. Scott, amerykański aktor (zm. 1999)
- 24 października – Jean-Claude Pascal, francuski aktor, piosenkarz i pisarz (zm. 1992)
- 31 października – Lee Grant, amerykańska aktorka